# Súng máy hạng nhẹ Type 96
Trung liên Kiểu 96 (九六式軽機関銃 Kyūroku-shiki Kei-kikanjū) là một loại trung liên được Lục quân Đế quốc Nhật Bản sử dụng từ trước và trong Thế chiến thứ hai. Súng được đánh giá là bền, tin cậy và nó đặc biệt phù hợp với thể trạng chiến đấu của lính bộ binh Nhật Bản.

## Lịch sử phát triển
Những kinh nghiệm chiến đấu trong sự kiện Phụng Thiên năm 1931 và chiến sự tại Mãn Châu và miền Bắc Trung Quốc đã lần nữa khẳng định lục quân Đế quốc Nhật Bản cần một kiểu súng máy mới để tạo ra màn hỏa lực yểm trợ cho bộ binh tiến lên. Loại súng máy kiểu cũ, trung liên Kiểu 11 có trọng lượng nhẹ, dễ vận chuyển và đưa vào chiến đấu. Tuy nhiên, thiết kế của kiểu súng này khiến cho cát và bụi bẩn dễ bám vào súng khiến nó thường xuyên bị tắc đạn ở những nơi có nhiều bùn đất, và cũng bởi do dung sai kích thước kém. Điều này khiến cho lính Nhật không hài lòng và họ đòi hỏi một mẫu thiết kế khác.
Xưởng sản xuất vũ khí Kokura đã cho thử nghiệm kiểu súng máy của Cộng hòa Séc ZB vz. 26, tịch thu từ Quân đội Cách mạng Quốc dân. Sau cùng, dựa vào một số chi tiết của kiểu súng này, một kiểu súng máy mới đã ra đời năm 1936 là trung liên Kiểu 96 (kiểu trung liên này đã lấy Kỷ nguyên Thiên Hoàng năm thứ 2596 để làm tên).

## Thiết kế

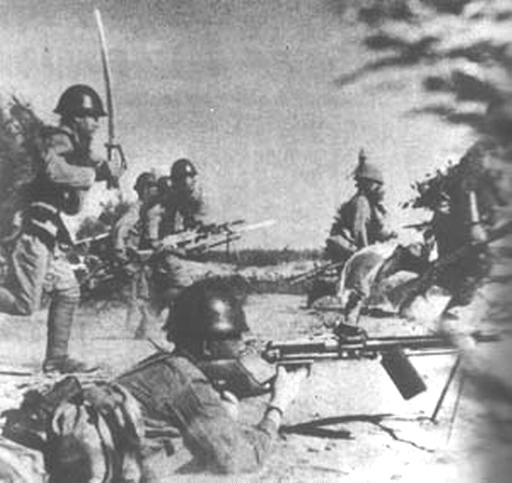
Quân đội Đế quốc Nhật Bản xâm chiếm Hà Nam trong Chiến dịch Ichigo năm 1944.

Trung liên Kiểu 96 sở hữu thiết kế chịu ảnh hưởng khá lớn từ mẫu súng ZB vz. 26 của Tiệp Khắc như cơ chế hoạt động là nạp đạn bằng khí nén, khóa nòng súng sử dụng là khóa nòng chèn nghiêng, hộp tiếp đạn gắn ở phía trên của khẩu súng,... Súng sử dụng loại đạn 6.5x50mm của súng trường Shiki 38.
Về ưu điểm, súng sử dụng cơ chế nạp đạn bằng 1 băng đạn được gắn phía trên súng, chứa 30 viên, vừa làm tăng độ chính xác và vừa làm giảm trọng lượng khẩu súng tuy không đáng kể. Nòng súng có xẻ rãnh để tránh tình trạng súng bị nóng quá mức và có thể dễ dàng tháo ra để thay thế hoặc bảo dưỡng. Đỉnh đầu ruồi và khe ngắm giúp súng có phạm vi ngắm từ 200 đến 1.500 m, với một điều chỉnh gió. Một kính ngắm 2.5X với tầm nhìn 10 độ có thể được gắn phía bên phải súng.
Trung liên Kiểu 96 còn có một giá 2 chân có thể gấp lại được, gắn với cụm hơi và báng súng bằng gỗ. Khi cần thiết, có thể gắn một lưỡi lê ở cụm hơi, ngay phía dưới nòng súng. Súng được thiết kế để có thể bắn liên thanh, nhưng vẫn có thể bắn từng viên một qua việc kéo chậm cò súng.
Về khuyết điểm, nhà thiết kế Kijiro Nambu đã không làm gì để giải quyết dung sai kích thước giữa khóa nòng và nòng súng, dẫn đến hiện tượng kẹt đạn trong ổ đạn. Để tăng độ tin cậy cho súng (trên lý thuyết), ông Nambu đã cho bôi một lớp dầu trơn lên mỗi băng đạn của súng thông qua một máy bơm dầu trên hộp tải đạn. Tuy nhiên, trong tập luyện, chính lớp dầu này lại càng làm cho vấn đề trở nên xấu hơn khi nó khiến cho cát và đất bám vào viên đạn và hậu quả hiển nhiên của việc này là súng sẽ bị kẹt. Khuyết điểm này chỉ được giải quyết với sự ra đời của khẩu Shiki 99 cũng là của nhà thiết kế Kijiro Nambu.

## Lịch sử hoạt động
Trung liên Kiểu 96 đưa vào chiến đấu từ năm 1936 với ý định thay thế hoàn toàn cho Kiểu 11 cũ; tuy nhiên Kiểu 11 đã được sản xuất với một số lượng lớn nên cả hai kiểu súng máy đều được sử dụng cùng lúc cho đến hết chiến tranh. Kiểu 96 được đánh giá là có tốc độ bắn nhanh và tin cậy, nhưng đạn 6.5 mm còn yếu về uy lực, nên người Nhật đã quyết định phát triển thêm một loại súng có hỏa lực mạnh hơn bằng sự ra đời Shiki 99 sử dụng đạn 7.7 mm vào năm 1939.
Trung liên Kiểu 96 được Lục quân Đế quốc Nhật Bản sử dụng trong chiến tranh Trung-Nhật và Thế chiến thứ hai. Sau khi thế chiến kết thúc, kiểu trung liên này tiếp tục được Quân Giải phóng Nhân dân Trung Quốc và sử dụng trong Nội chiến Trung Quốc và sau này là Chiến tranh Triều Tiên. Ngoài ra, năm 1945, Quân đội Nhân dân Việt Nam đã tịch thu một số lượng khá là nhiều trung liên này từ các đơn vị Nhật đồn trú ở Đông Dương. Bên cạnh đó, khá nhiều lính và sĩ quan Nhật tại Đông Dương đã mang khẩu súng này cùng với các loại súng khác tặng lại cho Việt Minh và để lại cho Việt Minh có thêm vũ khí chống Pháp. Họ là "Những người Việt Nam mới"